# 2010 en gymnastique
| Années de la gymnastique : 2007 - 2008 - 2009 - 2010 - 2011 - 2012 - 2013    |
| Décennies de la gymnastique : 1980 - 1990 - 2000 - 2010 - 2020 - 2030 - 2040 |

Les faits marquants de l'année 2010 en gymnastique

## Principaux rendez-vous
- 20 au 25 avril 2010 : championnat d'Europe de trampoline à Varna, Bulgarie.
- 21 au 25 avril 2010 : 29e championnats d'Europe de gymnastique artistique masculine à Birmingham, Royaume-Uni.
- 28 avril au 2 mai 2010 : 28e championnats d'Europe de gymnastique artistique féminine à Birmingham, Royaume-Uni.
- 18 au 20 juin 2010 : 11e championnat du monde de gymnastique aérobic à Rodez, France.
- 16 au 18 juillet 2010 : 22e championnat du monde de gymnastique acrobatique à Wroclaw, Pologne.
- 19 au 26 septembre 2010 : 30e championnat du monde de gymnastique rythmique à Moscou, Russie.
- 3 au 14 octobre 2010 : 19e Jeux du Commonwealth à New-Delhi, Inde.
- 16 au 24 octobre 2010 : 42e championnat du monde de gymnastique artistique à Rotterdam, Pays-Bas.
- 11 au 13 novembre 2010 : 27e championnats du monde de trampoline à Metz, France
- 12 au 27 novembre 2010 : 16e Jeux asiatiques à Guangzhou, Chine.

## Décès
- 23 avril 2010 : Natalia Lavrova, à 25 ans, par accident de la route.